# Manuelito
Manuelito (1818—1893), o Hastiin Ch'ilhaajinii ("home del lloc de les plantes negres"), fou un dels principals caps de guerra navahos des del 1855 i durant la Llarga marxa dels navahos. Va néixer dins del clan Bit'aa'nii o ″gent dels braços plegats″, vora Bear's Ears al sud-est de Utah vers 1818. Com a qualsevol navajo, fou conegut amb diversos noms depenent del context. Fou nomenat Ashkii Diyinii (Noi Sagrat), Dahaana Baadaané (Gendre del darrer texà), Hastiin Chʼilhaajiní ("plantes negres") i Nabááh Jiłtʼaa ("guerrer que ataca enemics") pels altres diné, i amb el malnom no navajo de "Bullet Hole".
Manuelito fou un prominent líder navajo que aplegà la seva nació contra l'opressió dels militars dels Estats Units. Durant molts anys va dirigir un grup de guerrers resistint als esforços federals per retirar per la força el poble navaho a Bosque Redondo, Nou Mèxic via la llarga marxa en 1864. Després de ser traslladat a Bosque Redondo, Manuelito va ser un dels líders que signà el tractat de 1868, posant fi a un període d'empresonament en camps d'internament del govern dels Estats Units, i que estableix una reserva pels navajos. Manuelito també defensà l'educació dels nens navajos.

## Primers anys
Es va casar amb una filla de Narbona (1766 – 30 d'agost de 1849), i anà a viure al seu campament vora les muntanyes Chuska. La reputació de Narbona com a cap poderós va impressionar Manuelito. Ell admirava l'actitud valenta de Narbona, encara que Narbona escollí ensenyar-li el valor de la pau tant com de la guerra.
Manuelito passà els dies llançant fletxes i competint amb altres joves en incomptables carreres a peu i combats de lluita, i sempre guanyava. Vestia polaines que ajustaven bé i amb una manta de teixit fi. El seu primer combat arribà l'hivern de 1835 quan un miler de mexicans (de Nou Mèxic) atacaren els navaho. Va guanyar-se el nom de Hashkeh Naabaah (″Guerrer Furiós″).
En els anys que seguiren Manuelito va dirigir diverses partides unint-se a altres líders com Ganado Mucho i Barboncito atacant no sols als odiats mexicans, sinó també als hopis a Arizona, els Pueblo de Nou Mèxic, els utes, els comanxes i els apatxes. Rampinyaven subministraments d'aliments, bestiar i dones i nens, i Manuelito es va casar finalment amb una de les seves moltes esclaves mexicanes, Juanita (1845-1910).
El nom navajo de Juanita era Asdzáá Tl'ógí, ("Teixidora"); actualment encara sobreviuen un vestit i un llençol de cadira teixida per Juanita. La seva biògrafa i rebesneta Jennifer Nez Denetdale descriu un viatge a Los Angeles per veure el vestit.

## Abans de la Llarga Marxa
- 1835 Batalla de Washington Pass, Manuelito pren part en la partida victoriosa de Narbona que derrotà la força militar del capità Blas de Hinojos a l'actual Narbona Pass. Tenia 17 anys quan va rebre el nom de Hashkeh Naabaah (″Guerrer Furiós″).
- 1846 Fou un dels signataris del Tractat de Lava Springs el 22 de novembre de 1846.
- 1849 Present quan el Col. John M. Washington es trobà amb el seu sogre Narbona a les muntanyes Chuska i Narbona fou mort.
- 1853 Ell i el cap Aguila Negra visitaren el destacament del tinent Ransom a la boca del riu Chaco, on el cap Archuleta se'ls va unir.
  - Juliol, el cap Sarcillos Largos es retira i Manuelito fou elegit portaveu dels navajos. Això va passar en el moment en què es considerava una proposta de tractat per separar les pastures navajos i mexicanes.
- 1855 (juliol) Zarcillos Largos i Manuelito signaren el Tractat de Meriwether de 18 de juliol de 1855 a Laguna Negra amb els estatunidencs. Manuelito fou reconegut 'cap oficial' i rep una medalla de pau.
- 1856 El major Kendrick a Ft. Defiance parla amb Manuelito sobre el ramat robat per alguns navajo (una de les moltes vegades on Manuelito va jugar aquest rol).
- 1857 S'oposa a les pastures de l'exèrcit al voltant de Fort Defiance, però cedeix.
- 1858 Manuelito parla amb Major Brooks, comandant de Ft. Defiance, sobre la necessitat de pastures pels navajos (Ewell's Hay Camp) al voltant del Fort per a llur ramat. La banda de Manuelito va moure el seu ramat més a prop i van perdre més de 100 caps en una escaramussa.
- 1858 Homes del major Brooks molestaren una dona navajo i, com dicta la tradició, els navajos mataren l'agressor. Després d'una breu campanya ambdues parts signaren un tractat.
- 1860
  - Juliol, 50 Mexicans-americans de Cubero, NM atacaren els campaments d'estiu. Manuelito i Sarcillos Largos els emboscaren amb èxit al llac Whiskey a les muntanyes Chuska. 40 dels agressors moriren.
  - Desembre, 400 voluntaris ciutadans organitzen una campanya contra els navajos
- 1861 El major Canby, comandant de Ft Wingate va presentar una llista amb els caps navajo i Manuelito va ser catalogat com a cinquè.
- 1864, Comença el període de la Llarga Marxa. La seva banda encara era a Dinetah, potser al sud-oest del riu Little Colorado.
- 1865 Jesus Arviso, intèrpret navajo, fou enviat pel major Eaton de Ft. Wingate a dir-li a Manuelito que hi anés.
  - Més tard Herrero Grande i Fecundo foren enviats de Ft. Sumner a Zuni per demanar-li que hi anés.
  - Els utes atacaren el campament de Manuelito.
- 1866
  - Juliol. Zunis i utes atacaren la banda de Manuelito al sud de Sierra Escudilla (vora Springerville AZ).
  - Septembre. Manuelito i la seva banda anaren a Ft. Wingate i marxaren a Bosque Redondo. Ganado Mucho i la seva banda anaren a Bosque des d'Escudilla per una altra ruta.
- 1867, Septembre Manuelito deixa d'atacar als utes, després comanxes i utes atacaren als navajos a Bosque Redondo. Ell i la seva banda tornen.
- 1868 És un dels signants del Tractat de Bosque Redondo que acabà la Llarga Marxa.

## Després de la Llarga Marxa
Manuelito, com se'l coneixia entre els colons blancs i les forces governamentals, era Ashkii Diyinii, Noi Sagrat, per al seu propi poble, més tard adoptà el nom Haastin Chʼil Haajiní, o Sir Black Reeds, per 'lloc entre les plantes negers'.
Després del seu retorn va viure a l'est de Tohatchi. Fou el cap principal després de Barboncito dels navajos orientals.
- 1872 Manuelito fou nomenat cap de la nova força policial navajo.
- 1876 Parla amb el President Grant sobre els problemes que impliquen la invasió de terres i els possibles contractes d'arrendament de terres donades per tractat.
- 1879 Les males collites porten als navajos a atacar zunis i estatunidencs. Manuelito i Ganado Mucho arresten 40 homes com a lladres o bruixots.
- 1880 Es troba amb el President Hayes a Santa Fe. També suggereix ser nomenat "Cap d'escoltes" per controlar el tràfic de whisky a la part oriental de la reserva.
- 1882 Navajos i colons blancs discuteixen sobre la terra que Manuelito diu que és seva. Envia als seus dos fills a la Carlisle Indian Industrial School. Sol·licita canonades d'aigua i rep un permís per caçar fora de la reserva, amb 20 homes.
- 1883 Els dos fills de Manuelito es posen malalts a la Carlisle Indian Industrial School. Un d'ells va morir a l'escola, l'altre retorna a casa i va morir poc després. L'Agent informa que 4.000 navajos seguiren Manuelito a l'est de la reserva.
- 1886 Manuelito i Mariano foren enviats a reclutar Exploradors Navajo per a l'Exèrcit.
- 1891 L'exèrcit els paga a ell i a Tom Torlino, i l'explica com millorar l'ús dels corrents d'aigua.
- 1892 És cridat a Ft. Wingate per discutir sobre alguns renegats navajos que robaven ramat a non navajos.
- 1893 Manuelito va morir de xarampió complicat amb pneumònia